# Parafia św. Jakuba Apostoła w Sędziejowicach
Parafia św. Jakuba Apostoła w Sędziejowicach – parafia rzymskokatolicka znajdująca się w dekanacie chmielnickim, w diecezji kieleckiej. 
Do parafii należy 1280 wiernych wyznania rzymskokatolickiego mieszkających w następujących miejscowościach: Borków, Chomentówek, Chrabków, Chruścice, Sędziejowice, Szarbków i Śladków Duży.